# مارتین بارینگتون
مارتین بارینگتون (به انگلیسی: Martin Barrington) (زاده ۱۹۵۴) کارآفرین، بازرگان و مدیر ارشد اجرایی آمریکایی است، که اکنون به‌عنوان مدیر عامل اجرایی و رییس هیئت مدیره شرکت آلتریا فعالیت می‌کند.